# Франсуа, Жан-Шарль
Жан-Шарль Франсуа (фр. Jean-Charles François, 4 мая 1717, Нанси — 22 марта 1769, Париж) — французский рисовальщик и гравёр. Художник-дилетант, самостоятельно овладевший сложнейшими техниками цветной гравюры на металле: лависом, акватинтой. Около 1740 года он освоил технику гравирования под названием «карандашная манера» (во многих источниках называется её изобретателем).

## Биография
Уроженец Нанси (Лотарингия), Жан-Шарль Франсуа обучался у лотарингского художника Клода Шарля (1661—1747). С 1733 года работал в Дижоне гравёром гербов и эмблем. С 1740 по 1748 год в Лионе он сотрудничал с издателем Робером-Менж Паризе и был назначен рядовым гравёром (graveur ordinaire) герцога Лотарингского Станислава Лещинского.
После изобретения техники «карандашной манеры» в 1758 году король Людовик XV назначил Ж.-Ш. Франсуа «гравёром кабинета рисунков короля» (Graveur des Dessins du Cabinet du Roi). Он создал значительное количество портретов короля и знаменитых людей своего времени.
Жан-Шарль Франсуа сотрудничал с Жилем Демарто Старшим, а с его учеником Луи-Мареном Бонне он разработал и обогатил свои технические изобретения. После нескольких лет экспериментов по имитации рисунка с помощью тонких резцов, между 1740 и 1748 годами, Жан-Шарль Франсуа в 1756 году добился удовлетворительного результата, который в следующем году представил Королевской академии живописи и скульптуры. Взамен он получил премию в виде королевской пенсии в размере 600 ливров. Первое подробное описание этой техники появилось в 1767 году в Энциклопедии Бенуа-Луи Прево.
Ж.-Ш. Франсуа воспроизводил в технике «карандашной манеры» рисунки французских художников стиля рококо. В 1757 году он создал в новой технике серию гравюр под названием «Любовь к рисунку, или Курс рисования в карандашном духе». В этой серии в карандашной манере воспроизведены рисунки Ф. Буше, Ш.-А. Ван Лоо, Ж.-М. Вьена, Ш. Эйзена. Начинание поддержал Дени Дидро.

## Галерея
- Сидящая фигура. Карандашная манера. Между 1727 и 1769. Рейксмюсеум, Амстердам
- Склонённая голова женщины. По рисунку Ш.-А. Ван Лоо. Офорт, резец
- Голова девушки. Между 1748 и 1769. Карандашная манера. Метрополитен-музей
- Олицетворение самопознания. Гравюра в карандашной манере по рисунку Ш. Эйзена. 1760
- Людовик XV. После 1758. Карандашная манера. Национальный музей, Варшава